# Mottama
Mottama, ehemals Martaban (birmanisch မုတ္တမမြို့, BGN/PCGN: muttamamyo, Aussprache [moʊʔtəma̰ mjo̰;]; Mon Sprache: မိုဟ် တၟံ, Aussprache [mùh mɔʔ]) ist eine Kleinstadt im südlichen Myanmar im Distrikt Thaton des Mon-Staats.
Mottama liegt am nördlichen Ufer des Saluen, gegenüber Mawlamyaing, der Hauptstadt des Mon-Staats. Hier befindet sich die Bucht von Martaban, der die Flüsse Irrawaddy und Saluen zufließen.
Nach dem Zusammenbruch des Bagan-Reiches war Martaban im späten 13. und 14. Jahrhundert Hauptstadt des Staates Rammanadesa, aus dem schließlich das Reich Pegu wurde. Martaban blieb auch im Pegu-Reich bis ins frühe 16. Jahrhundert ein wichtiger Handelsstützpunkt. 1541 eroberte Tabinshwehti von Taungoo die Stadt und zerstörte sie weitgehend. Seither blieb sie in ihrer Bedeutung stark eingeschränkt. Während des Ersten Anglo-Birmanischen Kriegs wurde Martaban 1824 von den Briten eingenommen, musste nach Kriegsende 1826 aber wieder an Birma zurückgegeben werden. Im Zweiten Anglo-Birmanischer Krieg wurde die Stadt endgültig Teil der britischen Kolonie Unterbirma.
Heute ist Mottama nur noch ein kleines Dorf.